# Río Selmo
El río Selmo es un río del noroeste de la península ibérica que transcurre entre las comunidades de Galicia y Castilla y León (España). Es afluente del río Sil por su orilla derecha.

## Recorrido
Nace en el municipio de Folgoso de Caurel, provincia de Lugo, cerca de la cima del monte Formigueiros, a 1.500 m de altitud. Su dirección es oeste-este, adentrándose rápidamente en la comarca de El Bierzo, provincia de León, en los municipios de Oencia y Sobrado, para tras 44 km de recorrido, desembocar en el río Sil en las proximidades de La Barosa, en un amplio meandro de este último río, que forma una estupenda vega.
Como río de montaña, su recorrido está encajonado, recibiendo aguas de los muchos pequeños arroyos de montaña.

## Naturaleza
Estando su cuenca entre la alta montaña y, en las zonas bajas, en zona de clima de tipo mediterráneo, su fauna y flora necesitarían de una mayor protección, pues la Tierra de Aguiar constituye el reborde norte y oriental del parque natural de la Sierra de la Enciña da Lastra, continuándose el relieve cárstico, con formación de simas y cuevas (como en Valdeorras también denominadas palas). La amenaza principal está en estos momentos constituida por las canteras de calizas, que se van extendiendo tanto en la cercana provincia de Orense como en la de León. Se necesita también tener en cuenta, que esta zona cárstica continua hasta Las Médulas de Carucedo, y está próxima al Cañón del Sil.